# Масуляк Андрій Зіновійович
Андрій Зіновійович Масуляк (нар. 4 листопада 1976) — український футболіст, що виступав на позиції нападника та півзахисника. Найбільш відомий за виступами у клубі «Волинь» у вищій лізі чемпіонату України, виступав у низці клубів нижчих українських ліг, а також у низці клубів регіональних ліг у Німеччині.

## Клубна кар'єра
Андрій Масуляк народився у Тернопільській області, та є вихованцем Львівського спортінтернату, де навчався разом із іншим уродженцем Тернопільщини Петром Бадлом. У професійному футболі Масуляк дебютував у сезоні 1993—1994 року виступами в команді української другої ліги «Дністер» із Заліщиків. На початку 1995 року молодий футболіст зацікавив представників вищолігового клубу «Волинь», у якому Андрій Масуляк дебютував у березні 1995 року. Проте у луцькому клубі футболіст не зумів проявити свої найкращі якості, та зіграв лише 2 матчі в чемпіонаті України, і покинув клуб. Наступний сезон Масуляк грав у клубі другої ліги «Гарай» із Жовкви. У цій команді футболіст провів один сезон, і став гравцем першолігового клубу «Кристал» із Чорткова. У 1997 році футболіст їздив на перегляд до тираспольського «Шерифа», проте команді не підійшов. Андрій Масуляк повернувся до України, де грав за аматорський клуб «Зоря» із Хоросткова, головним тренером якого на той час був відомий у минулому футболіст Володимир Венгринович. У 1999 році футболіст поїхав до Німеччини, де грав за клуби регіональних ліг «Шмалькаден», «Фірнау» та «Ульштераль» (Гайза). У 2003 році повернувся до України, де знову грав за хоросківську «Зорю» та «Сокіл» з Бережан. У 2004 році Андрій Масуляк знову виїхав до Німеччини. де грав за нижчолігові клуби «Блау-Вайсс» (Шваллунген), «Шварц-Вайс» та «Грюн-Вайс».